# PLOS Pathogens
La  PLOS Pathogens  es una publicación científica con revisión académica por pares y de acceso abierto, creada en septiembre de 2005. Es editada por la Public Library of Science (PLOS).
Fue la quinta revista de la PLoS y apareció en 2005.

## Editores
- Año 2005 editor en jefe John A.T Young, 
  - editor adjunto: Kasturi Haldar,
    - +Consejo Editorial.

- Año 2008 editor en jefe Kasturi Haldar,
  - editor adjunto: Grant McFadden,

    - +Consejo Editorial.[2]

- Año 2020 
  - editor adjunto: Mike Malim
    - +65 editores de sección, 176 editores asociados, 37 editores de Frontmatter.[3]

## Características
Los artículos de PLOS Pathogens están disponibles de manera inmediata, gratuita y amplia. 
Los temas que publica incluyen: virus, bacterias, priones, levaduras, hongos y parásitos, lo que permite comparar hallazgos en diversas disciplinas que por tradición se han segregado en diferentes revistas especializadas.

### Revisión por pares
La revisión académica por pares es también conocida como arbitraje. Es el proceso por el cual se somete la investigación del autor, al escrutinio de otros expertos en el mismo campo, antes de que se publique el artículo en PLOS Pathogens. El árbitro se convierte aquí en el 'editor' del trabajo.

### Acceso abierto
La PLOS Pathogens publica bajo la licencia de acceso abierto que aplica a todos sus trabajos publicados, la licencia Creative Commons Attribution (CC BY).

### Contenido
PLOS Pathogens muestra como secciones en su contenido:
- editoriales
- opiniones La editora de la sección Marianne Manchester escribe: La opinión por sí misma se puede presenciar fácilmente en cualquier reunión científica o de profesores, hay preguntas importantes que podemos plantear y puntos de vista, para mostrar las nuevas ideas y resultados.[6]  Ej.:«Biological sex impacts COVID-19 outcomes»[7]
- perlas (Pearls) Ej.:«Convalescent serum therapy for COVID-19: A 19th century remedy for a 21st century disease»[8]
- revisiones (Rewiews) Ej.: SARS-CoV-2 tropism, entry, replication, and propagation: Considerations for drug discovery and development[9]
- temas de investigación (Research Matters)
- artículos de investigación primaria

## Métricas
PLOS apoya DORA, la Declaración de San Francisco sobre Evaluación de Investigaciones y utiliza métricas a nivel de artículo (ALM) para medir el impacto de los artículos en función de sus méritos individuales en lugar de utilizar el factor de impacto de la revista. Tradicionalmente, el impacto de los artículos de investigación ha sido medido por la revista de publicación, pero esta visión en particular es la que examina el desempeño general y el alcance de los artículos en sí. Los ALM se anotan en cada artículo para marcar la frecuencia con la que se ven, se citan, se guardan, se debaten / comparten o se recomiendan para evaluar el trabajo a nivel de artículo.
Los ALM están disponibles, tras su publicación, para cada artículo publicado por PLOS.

## Resumen e indexación
La PLOS Pathogens está indexada en PubMed, MEDLINE, CAS, EMBASE, SCOPUS, Zoological Récord y Web of Science.